# Carretera Trasandina
La carretera Trasandina o Troncal 7 según el sistema de numeración es la principal vía que atraviesa los Andes venezolanos, se extiende por 1529 km de longitud partiendo desde la ciudad de Caracas en el centro del país hasta la ciudad de San Antonio del Táchira en la frontera con Colombia recorriendo la cordillera de la Costa y la cordillera de los Andes atravesando los estados Táchira, Mérida, Trujillo, Lara, Yaracuy, Carabobo, Aragua, Miranda y el Distrito Capital. 
Fue construida durante el gobierno de Juan Vicente Gómez siendo inaugurada el 24 de julio de 1925. Su punto más alto se encuentra en el Collado del Cóndor , a 4.118 metros (13.510 pies), lo que la convierte en la carretera más alta de Venezuela.

## Historia

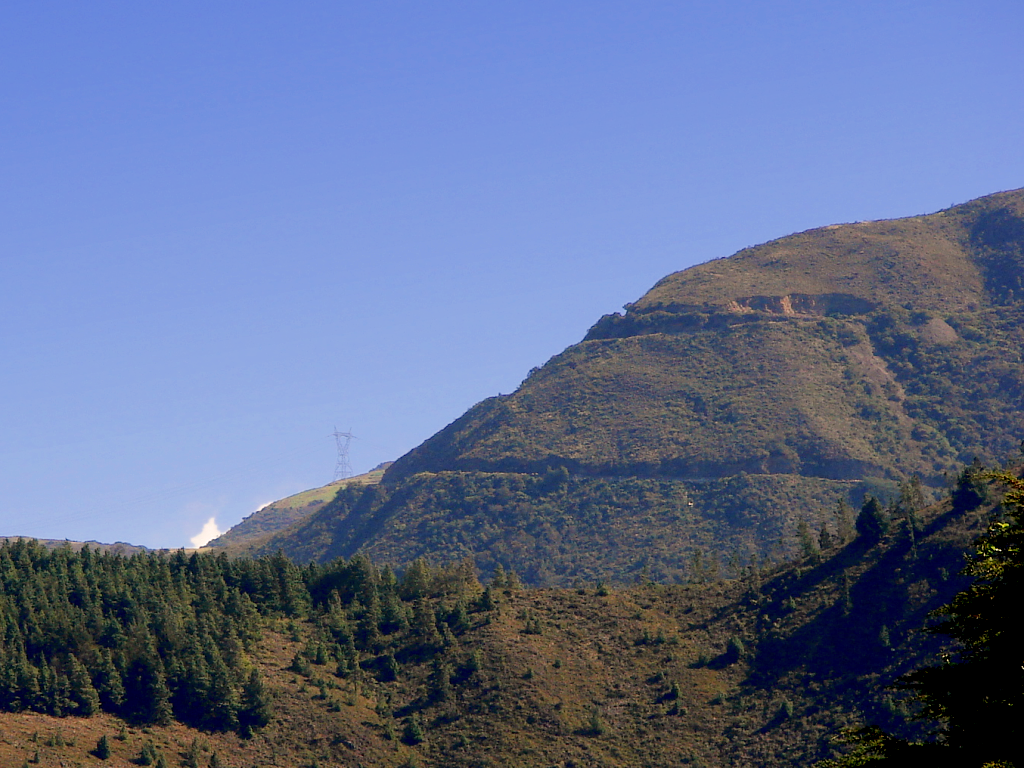
Su recorrido es escénico casi en su totalidad.

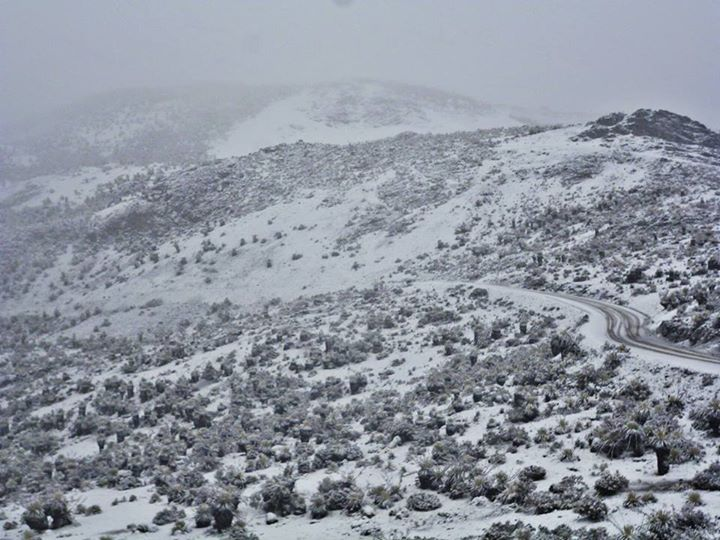
Vista de una nevada en la Carretera Trasandina.

La carretera inicial de 1260 kilómetros es construida como parte del Plan Nacional de Carreteras adelantado por el gobierno del presidente Juan Vicente Gómez. Inicia su construcción en 1910 con proyectos elaborados en la recién creada "Sala Técnica" del Ministerio de Obras Públicas y con asesorías de ingenieros de Estados Unidos. en su construcción participaron mucho personal obrero, una importante cantidad de presos, varios ingenieros y una gran cantidad de topógrafos a la vez que emplearon maquinaria pesada traída de EE. UU. como compactadoras y motoniveladoras (patroles). Se construyeron muchas obras de drenajes en concreto armado como puentes, pontones y cajones. 
La carretera significa un gran impacto para la época por cuanto por vez primera logra unir a los estados andinos con el resto del país facilitando así, entre otras cosas, el traslado de fuerzas del ejército para hacer frente a las rebeliones que afectaban la zona generalmente.

### Tramo inicial

Perfil altimétrico de la Carretera Trasandina.

El tramo inicial terminado en el año 1925 totalizaba 1269 kilómetros de longitud entre Caracas y San Antonio del Táchira. Comenzaba en la ciudad de Caracas pasando por las ciudades de Valencia, San Carlos, Acarigua, Barquisimeto, El Tocuyo, Chabasquén, Boconó, Valera, La Puerta, Timotes, Apartaderos, Mucuchíes, Tabay, Mérida, Ejido, Lagunillas, Estanques, Tovar, Bailadores, La Grita, Cordero y San Cristóbal finalizando en San Antonio del Táchira en la frontera con Colombia. Su punto más alto se ubica en el Pico El Águila, con una altitud de 4118 metros (13 510 pies) sobre el nivel del mar, siendo la carretera más alta de Venezuela.